# Pralidoksym
Pralidoksym, pralidoksyna – organiczny związek chemiczny z grupy oksymów, stosowany wraz z atropiną jako antidotum w przypadku narażenia na działanie insektycydów fosforanoorganicznych lub bojowych środków trujących o działaniu paralityczno-drgawkowym, między innymi gazów serii V (na przykład VX) i serii G (tabun, sarin, soman).
Najczęściej używany jest jako sól chlorkowa (2-PAM). Stosowany w lecznictwie jest również jodek pralidoksymu.
Innymi lekami o podobnym działaniu jest chlorek obidoksymu i chlorek azoksymu (znany jako HI-6). Środki te są podawane równocześnie z atropiną, ale nie mogą jej zastępować. Do kontrolowania drgawek w przypadku zatrucia insektycydami fosforanoorganicznymi lub gazami bojowymi stosowany jest jako lek wspomagający diazepam. Podawanie oksymów należy kontynuować przez cały czas podawania siarczanu atropiny, aż do całkowitej metabolizy związku fosforanoorganicznego.

## Sposób działania
W normalnych nikotynowych zakończeniach synaptycznych, w tym zakończeniu płytki motorycznej acetylocholina (ACh) jest uwalniana z kolbki synaptycznej aksonu, zaś receptor dla acetylocholiny obecny jest na błonie komórki mięśniowej. Acetylocholina po wydzieleniu z zakończeń presynaptycznych dyfunduje poprzez szczelinę synaptyczną i wiąże się z receptorami typu nikotynowego na błonie postsynaptycznej. To powoduje wystąpienie potencjału czynnościowego (AP), lub też indukuje skurcz mięśni na końcu płytki motorycznej.

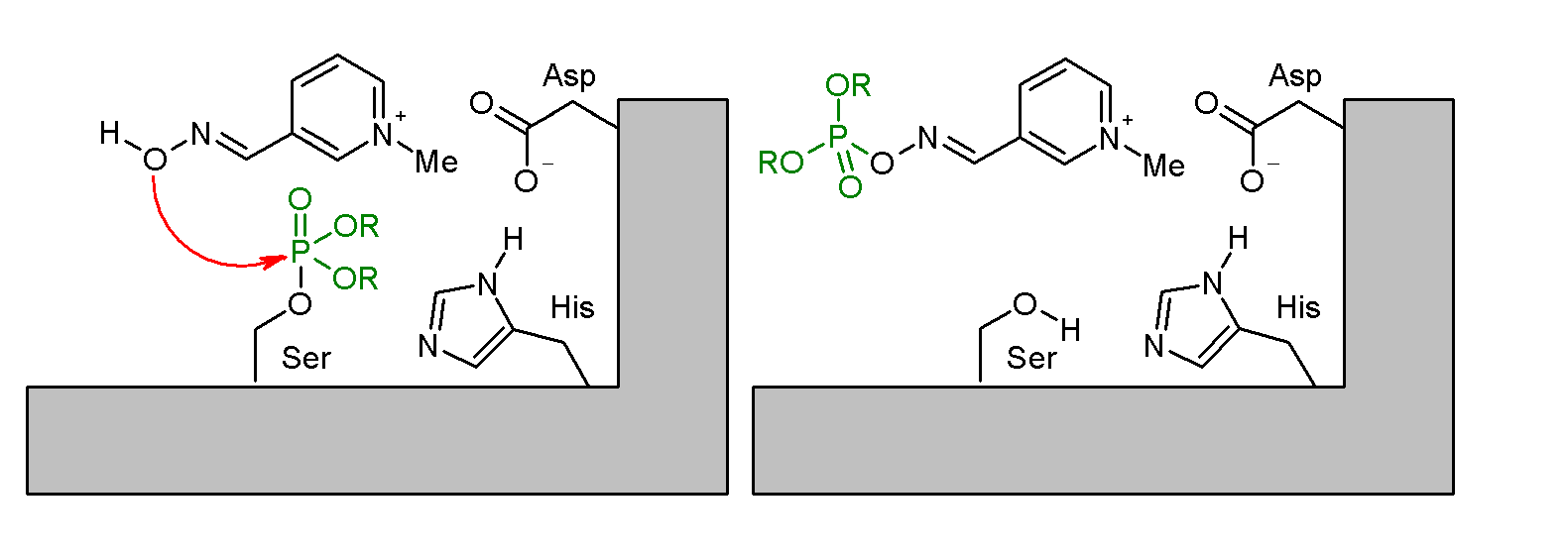
Mechanizm działania pralidoksymu – defosforylacja seryny w miejscu aktywnym enzymu

W celu zapobieżenia nadmiernej stymulacji lub przesyceniu synapsy, acetylocholina jest bardzo szybko rozkładana przez enzym – acetylocholinoesterazę (AChE). Poprzez usunięcie acetylocholiny synapsa zostaje doprowadzona do stanu, gdy jest ona gotowa do kolejnej aktywacji. Przesycenie synapsy występuje wtedy, gdy istnieje nadmiar acetylocholiny w szczelinie synaptycznej.
Związki fosforanoorganiczne hamują działanie acetylocholinoesterazy przez fosforylację enzymu (a dokładniej nieodwracalną fosforylację seryny w miejscu aktywnym enzymu). Pralidoksym przywraca funkcjonowanie esterazy cholinowej przez usunięcie grupy fosforylującej, która związana jest z grupą estrową.
Paradoksalnie, pralidoksym w dawkach przekraczających dawkę optymalną sam jest inhibitorem cholinoesterazy, a więc także może przynieść takie same objawy jak toksyny. Jednak, w odróżnieniu od związków fosforanoorganicznych, pralidoksym wiąże się odwracalnie z acetylocholinosterazą.

## Zastosowanie i dawkowanie
Jest stosowany wraz z atropiną jako lek pomocniczy w zatruciu bojowymi środkami trującymi.
Zalecane dawkowanie, w zależności od źródeł:
- Dorośli: 30 mg/kg (zwykle 600 mg – 2 g), przez podanie dożylnie lub iniekcję domięśniową, ewentualnie powtórzone 15 do 60 minut później, aż do osiągnięcia maksymalnej dawki dobowej 6 g.
- Dzieci: 50 mg/kg

Dawkowanie w autostrzykawkach:
- atropina 2 mg, pralidoksym 600 mg
- atropina 2 mg, toksogonina 220 mg